# Honkin' on Bobo
Albums de Aerosmith
Just Push Play
(2001) Music from Another Dimension!
(2012)
Singles
1. Baby, Please Don't Go
Sortie : mars 2004

Honkin' on Bobo est le 14e album studio du groupe de hard rock américain Aerosmith. Il est sorti le 30 mars 2004 sur le label Columbia Records et a été produit par Steven Tyler, Joe Perry, Marti Frederiksen et Jack Douglas.

## Historique
Cet album fut enregistré principalement dans le ranch, The Boneyard, que possède Joe Perry près de Boston dans le Massachusetts. Steven Tyler enregistra la plupart du chant et de l'harmonica dans la grange de son ranch, The Bryer Patch,. L'enregistrement de cet album se fit sans pression, les sessions eurent lieu uniquement quand tous les musiciens étaient d'humeur à le faire, le tout se déroulant dans une bonne ambiance.
Le titre de l'album vient du chanteur Steven Tyler, ce dernier l'ayant entendue quelque part et lorsqu'il la balança devant les autres membres du groupe, tout le monde se mit à rire et l'adopta comme titre de l'album .
La seule composition originale du groupe est The Grind, le reste est constitué de reprises de blues. Le titre d'Aretha Franklin, I Never Loved a Man fut réecrit et transformé en I Never Loved a Girl.
L'album ne s'est vendu qu'à 2,5 millions d'exemplaires dont 600 000 aux États-Unis ce qui lui a valu quand même un disque d'or et la 5e place du billboard 200.
La pochette de l'album représente un harmonica sur lequel est gravé le logo du groupe avec une marque de rouge à lèvres.

## Liste des titres
| No  | Titre                                                            | Auteur                                       | Durée |
| --- | ---------------------------------------------------------------- | -------------------------------------------- | ----- |
| 1.  | Road Runner (reprise de Bo Diddley)                              | Ellas McDaniel                               | 3:45  |
| 2.  | Shame, Shame, Shame (chanté à l'origine par Smiley Lewis)        | Ruby Fisher/Kenyon Hopkins                   | 2:15  |
| 3.  | Eyesight to the Blind (reprise de Sonny Boy Williamson II)       | Sonny Boy Williamson II                      | 3:11  |
| 4.  | Baby, Please Don't Go (reprise de Big Joe Williams)              | Big Joe Williams                             | 3:24  |
| 5.  | Never Loved a Girl (reprise d'Aretha Franklin)                   | Ronnie Shannon                               | 3:12  |
| 6.  | Back Back Train (reprise de Mississippi Fred McDowell)           | Fred McDowell                                | 4:23  |
| 7.  | You Gotta Move (reprise de Mississippi Fred McDowell)            | Reverend Gary Davis / Fred McDowell          | 5:31  |
| 8.  | The Grind (titre inédit d'Aerosmith)                             | Steven Tyler / Joe Perry / Marti Frederiksen | 3:47  |
| 9.  | I'm Ready (reprise de Muddy Waters)                              | Willie Dixon                                 | 4:15  |
| 10. | Temperature (reprise de Little Walter)                           | Joel Michael Cohen/Little Walter             | 2:51  |
| 11. | Stop Messin' Around (reprise de Peter Green)                     | Clifford Adams / Peter Green                 | 4:32  |
| 12. | Jesus Is on the Main Line (reprise de Mississippi Fred McDowell) | trad. /arrangements par Fred McDowell        | 2:49  |

## Musiciens
Aerosmith
- Steven Tyler: chant, harmonica, piano (5, 8), chœurs
- Joe Perry: guitares, chœurs (1, 12), dobro (6), chant sur Back Back Train et Stop Messin' Around, Hurdy Gurdy (6)
- Brad Whitford: guitare rythmique et solo
- Tom Hamilton: basse, guitare acoustique et chœurs sur Jesus Is on the Main Line
- Joey Kramer - batterie, percussions, chœurs sur Jesus Is on the Main Line

Musiciens additionnels
- Paul Santo: piano (3), piano electrique Wurlitzer (5), Orgue Hammond (8), orgue (12)
- Johnnie Johnson: piano (1, 10)
- The Memphis Horns: cuivres (5)
- Tracy Bonham: chœurs (6, 12)
- Chelsea Tyler - chœurs (12)
- Leila El-Amine - chœurs (12)

## Charts et certifications
| Pays         | Durée du classement | Meilleur classement |
| ------------ | ------------------- | ------------------- |
| Allemagne    | 8 semaines          | 32e                 |
| Autriche     | 5 semaines          | 22e                 |
| Belgique (W) | 4 semaines          | 44 e                |
| Canada       | 3 semaines          | 5e                  |
| États-Unis   | 15 semaines         | 5e                  |
| Finlande     | 1 semaines          | 35e                 |
| France       | 8 semaines          | 52e                 |
| Italie       | 7 semaines          | 21e                 |
| Pays-Bas     | 4 semaines          | 64e                 |
| Royaume-Uni  | 4 semaines          | 28e                 |
| Suède        | 2 semaines          | 38e                 |
| Suisse       | 8 semaines          | 17e                 |

| Date       | Single                | Chart                  | Position |
| ---------- | --------------------- | ---------------------- | -------- |
| 20/03/2004 | Baby, Please Don't Go | Mainstream Rock Tracks | 7e       |

| Pays       | Certification | Ventes    | Date       |
| ---------- | ------------- | --------- | ---------- |
| États-Unis | Or            | 500 000 + | 11/05/2004 |